# Barranco de Gorgol

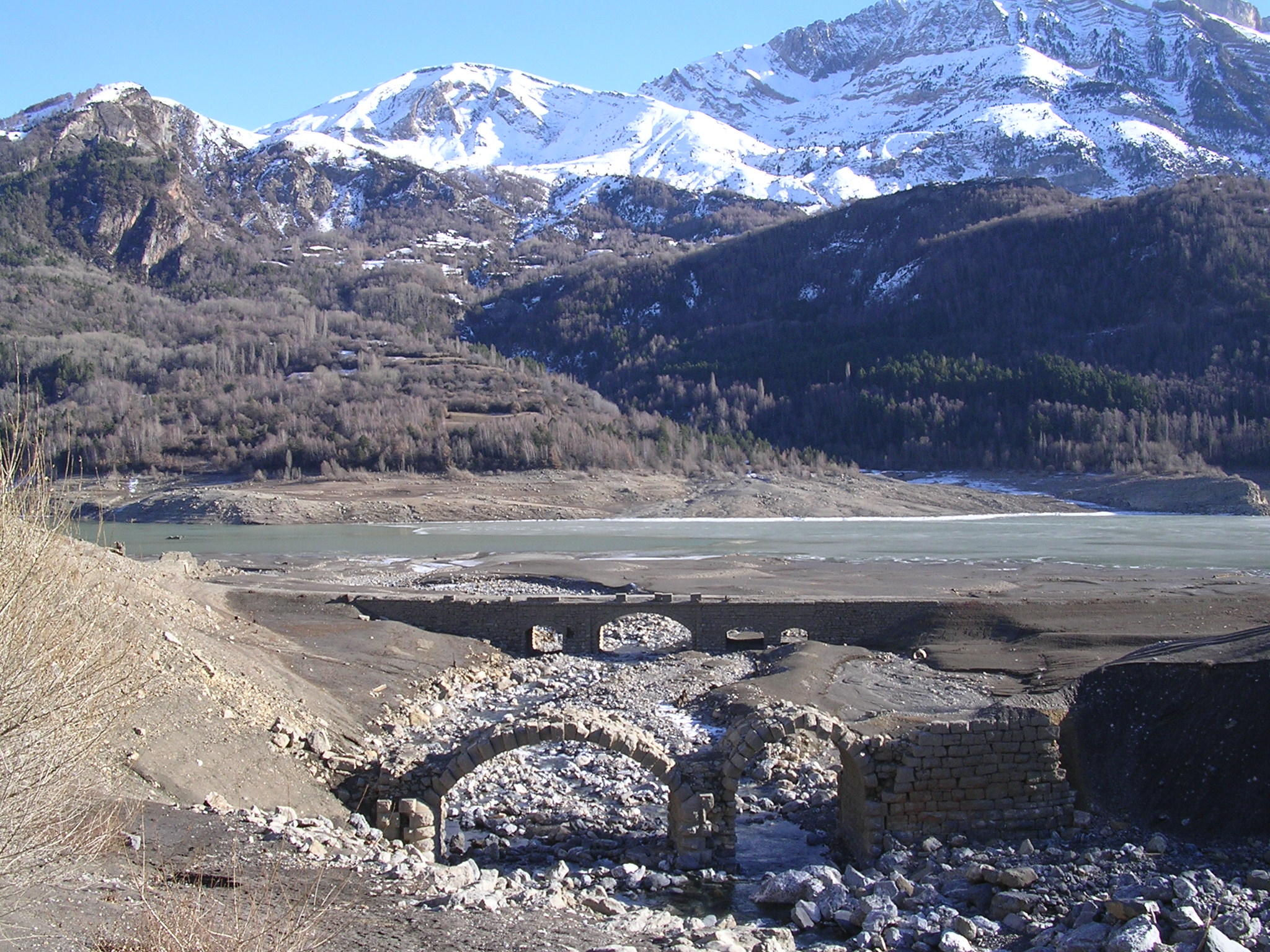
Final del barranco de Gorgol, en el embalse de Búbal.

El barranco de Gorgol es un barranco pirenaico de la provincia de Huesca, en el Valle de Tena en Aragón, España. Se trata de un congosto excavado por las aguas del río Lana Mayor, afluente del Gállego. Sus características lo han hecho propicio para la práctica de barranquismo.